# Perioada Azuchi-Momoyama
Perioada Azuchi-Momoyama (安土桃山时代 Azuchi Momoyama jidai?), sau perioada Shokuho (織豊時代 Shokoho jidai?) este o epocă de unificare politică în istoria Japoniei, care a durat de la sfârșitul perioadei de instabilitate și fărâmițare feudală (Perioada Țărilor Beligerente) până la instituirea shogunatului lui Tokugawa (Perioada Edo). Această perioadă cuprinde aproximativ anii 1573 - 1603, timp în care Oda Nobunaga și succesorul său, Toyotomi Hideyoshi, au impus ordinea în fața haosul rămas după prăbușirea Shogunatului Ashikaga (Perioada Muromachi).
Numele acestei perioade este luată din castelul lui Nobunaga, Castelul Azuchi (în orașul de azi Ōmihachiman, prefectura Shiga) și castelul lui Hideyoshi, Castelul Momoyama (de asemenea, cunoscut sub numele de Castelul Fushimi), în Kyoto.
Perioada feudală a istoriei japoneze era dominată de două puternice familii regionale (daimyo) și de dominarea militară a războinicilor și se întinde între secolele al XII-lea și al XIX-lea. Acest interval de timp se divide în perioade mai mici care poartă numele șogunilor care dominau epoca.
Primul contact cu Vestul a avut loc în 1542, când un vas portughez a fost abătut de un taifun de la itinerariul său spre China, și a aruncat ancora în Japonia. Armele de foc introduse de portughezi au schimbat foarte mult arta războiului în era Sengoku, culminând cu bătălia de la Nagashino unde s-au folosit aproximativ 3.000 de puști (se crede însă că numărul real nu depășea 2.000), care au redus mult puterea samurailor. În secolul care va urma comercianți din Portugalia, Olanda, Anglia și Spania au sosit aici, ca și misionari iezuiți, dominicani și franciscani, din care mulți au fost supuși martiriului (vezi: Cei 26 de martiri de la Nagasaki). În timpul perioadei Azuchi-Momoyama - o perioada scurta, dar spectaculoasă - societatea japoneză s-a schimbat din medievală în pre-modernă. Activitățile de comert ale europenilor și misionarilor catolici, dar și incursiunile japoneze în restul lumii au dat acestei epoci un caracter cosmopolit. 
După un secol de războaie interne Japonia a fost reunită de trei conducători ai acelor vremuri: Oda Nobunaga, Toyotomi Hideyoshi si Tokugawa Ieyasu. Denumirea acestei perioade provine de la numele ce-l purtau locațiile castelelor lui Nobunaga - Azuchi, langa Kyoto, si a lui Hideyoshi - Momoyama in provincia Fushimi.
Deși începutul perioadei (1573) presupune termeni mai generali, această perioadă începe cu intrarea   lui Nobunaga  în Kyoto în 1568, când el a condus armata lui spre capitala imperiala, în scopul de a instala Ashikaga Yoshiaki ca 15, și în cele din urmă Shogunatul Asikaga, care a durat până la venirea la putere a lui Tokugawa Ieyasu, după victoria sa asupra susținătorii clanului Toyotomi la Bătălia de la Sekigahara în 1600.
| Precedat(ă) de: Perioada Muromachi | Istoria Japoniei | Succedat(ă) de: Perioada Edo |